# 汪毓明
汪毓明(1976年—)，中国科学技术大学教授、博士生导师，中华人民共和国教育部长江学者特聘教授，主要从事空间物理学研究。

## 生平
1999年在中国科学技术大学地球和空间科学系获理学学士学位，2003年在该校地球和空间科学学院获博士学位。2004年起留校任教。

## 荣誉
- 中国国家自然科学基金委员会国家杰出青年科学基金
- 中国教育部长江学者特聘教授
- 中国教育部自然科学一等奖（第一完成人）